# Alain Rousset

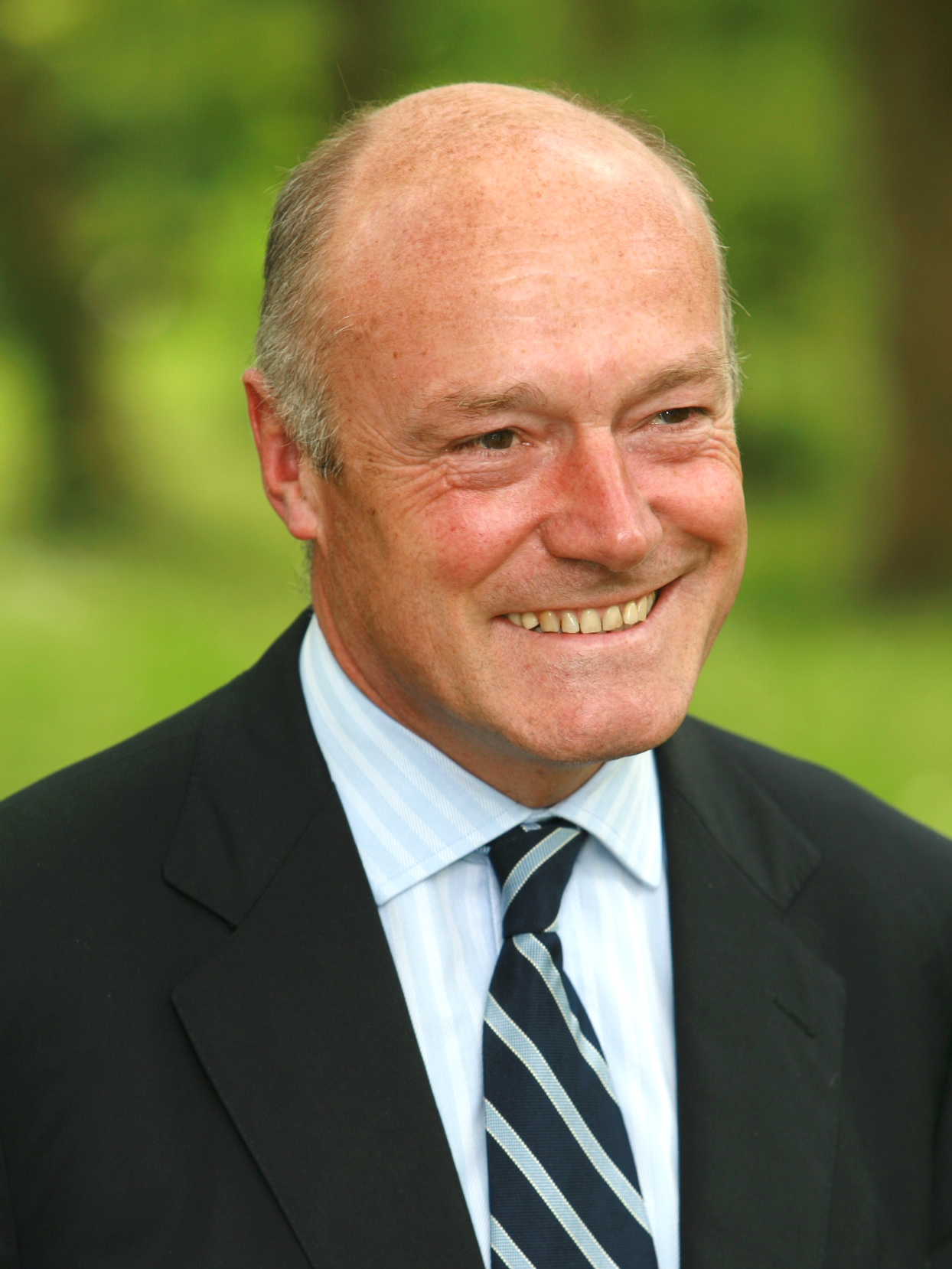
Alain Rousset (2010)

Alain Rousset (* 16. Februar 1951 in Chazelles-sur-Lyon, Département Loire) ist ein französischer Politiker der Parti socialiste. Seit 1998 hatte er das Amt des Präsidenten des Regionalrates von Aquitanien (Aquitaine) inne, seit 2016 hat er die entsprechende Position in der neuen Region Nouvelle-Aquitaine.

## Leben und Politik
Alain Rousset studierte am Institut d’études politiques de Paris (IEP Paris). Sein erstes politisches Amt erlangte er im Jahr 1988 als Generalrat im Département Gironde. Von 1989 bis 2001 war er Bürgermeister von Pessac, einer Stadt im Großraum von Bordeaux. Bei den Regionalwahlen im Jahr 1998 gewann die Liste der Parti socialiste mit ihm als Spitzenkandidat die Region Aquitanien (Aquitaine) und er wurde damit Präsident des Regionalrates. In diesem Amt wurde er bei den darauffolgenden Regionalwahlen 2004 und 2010 bestätigt.
Ab 2007 war er zudem Mitglied der französischen Nationalversammlung als Abgeordneter des 7. Wahlkreises des Départements Gironde, gewählt mit etwa 60 % der Stimmen (2012 wiedergewählt). Nach der Fusion von Aquitanien mit Limousin und Poitou-Charentes zur Großregion Nouvelle-Aquitaine wurde Rousset mit 44,3 % im zweiten Wahlgang zu deren Präsident gewählt. Aufgrund der neuen Regeln gegen Ämterhäufung trat er zur Parlamentswahl 2017 nicht mehr an.